# Comuna Paistu
Paistu este o comună (vald) din Județul Viljandi, Estonia.
1. ↑  KOV pindalad (în estonă), Eesti Linnade ja Valdade Liit[*], arhivat din original la 20 mai 2018, accesat în 15 octombrie 2018